# Rhododrilus similis
Rhododrilus similis är en ringmaskart som beskrevs av Benham 1906. Rhododrilus similis ingår i släktet Rhododrilus och familjen Acanthodrilidae. Inga underarter finns listade i Catalogue of Life.